# مرحلة المجموعات في دوري أبطال أوروبا 1997–98
بدأت مرحلة المجموعات في دوري أبطال أوروبا 1997-98 في 17 سبتمبر 1997 وانتهى في 10 ديسمبر 1997، شارك في هذا الدور 24 نادياً ثمانية أندية منهم تأهلوا مُباشرةً إلى دور المجموعات فيما تأهل 16 نادياً إلى هذا الدور عن طريق الأدوار التمهيدية.

## المجموعات
| مفاتيح الألوان في صناديق المجموعات |
| ---------------------------------- |
| المتأهلين إلى دور ربع النهائي      |

### المجموعة A
| الفريق           | لعب | فاز | تعادل | خسارة | له | عليه | ف.أ | النقاط |
| ---------------- | --- | --- | ----- | ----- | -- | ---- | --- | ------ |
| بوروسيا دورتموند | 6   | 5   | 0     | 1     | 14 | 3    | +11 | 15     |
| بارما            | 6   | 2   | 3     | 1     | 6  | 5    | +1  | 9      |
| سبارتا براغ      | 6   | 1   | 2     | 3     | 6  | 11   | −5  | 5      |
| غلطة سراي        | 6   | 1   | 1     | 4     | 4  | 11   | −7  | 4      |

| غلطة سراي | 0–1   | بوروسيا دورتموند    |
| --------- | ----- | ------------------- |
|           | تقرير | ستيفان تشابوسات 74' |

| سبارتا براغ | 0–0   | بارما |
| ----------- | ----- | ----- |
|             | تقرير |       |

| نادي بارما                            | 2–0   | غلطة سراي |
| ------------------------------------- | ----- | --------- |
| روبيرتو سينسيني 24' · هرنان كرسبو 30' | تقرير |           |

| بوروسيا دورتموند                                                | 4–1   | سبارتا براغ    |
| --------------------------------------------------------------- | ----- | -------------- |
| هييكو هيرليتش 20' · ستيفان تشابوسات 59'، 75' · جورج هينيريك 69' | تقرير | هورست سيغل 76' |

| نادي بارما      | 1–0   | بوروسيا دورتموند |
| --------------- | ----- | ---------------- |
| هرنان كرسبو 62' | تقرير |                  |

| سبارتا براغ                                          | 3–0   | غلطة سراي |
| ---------------------------------------------------- | ----- | --------- |
| هورست سيغل 34' · بيتر غابرييل 66' · جوزيف أداجين 86' | تقرير |           |

| بوروسيا دورتموند      | 2–0   | نادي بارما |
| --------------------- | ----- | ---------- |
| أندرياس مولر 50'، 75' | تقرير |            |

| غلطة سراي                 | 2–0   | سبارتا براغ |
| ------------------------- | ----- | ----------- |
| توغاي كريم أوغلو 58'، 86' | تقرير |             |

| نادي بارما                  | 2–2   | سبارتا براغ                          |
| --------------------------- | ----- | ------------------------------------ |
| إنريكو كييزا 22'، 90' (ض.ج) | تقرير | جيري نوفوتني 87' · جوزيف أوداجين 89' |

| بوروسيا دورتموند                                           | 4–1   | غلطة سراي        |
| ---------------------------------------------------------- | ----- | ---------------- |
| فلاديمير بوت 22' · هييكو هيرليتش 34' · مايكل زورك 48'، 86' | تقرير | إيركون بينبي 87' |

| غلطة سراي       | 1–1   | نادي بارما       |
| --------------- | ----- | ---------------- |
| أدريان إيلي 52' | تقرير | إنريكو كييزا 47' |

| سبارتا براغ | 0–3   | بوروسيا دورتموند                                     |
| ----------- | ----- | ---------------------------------------------------- |
|             | تقرير | أندرياس مولر 29' · جوفان كيروفسكي 47' · سكوت بوث 71' |

### المجموعة B
| الفريق          | لعب | فاز | تعادل | خسارة | له | عليه | ف.أ | النقاط |
| --------------- | --- | --- | ----- | ----- | -- | ---- | --- | ------ |
| مانشستر يونايتد | 6   | 5   | 0     | 1     | 14 | 5    | +9  | 15     |
| يوفنتوس         | 6   | 4   | 0     | 2     | 12 | 8    | +4  | 12     |
| فاينورد         | 6   | 3   | 0     | 3     | 8  | 10   | −2  | 9      |
| نادي كوشيتسه    | 6   | 0   | 0     | 6     | 2  | 13   | −11 | 0      |

| يوفنتوس                                                                                             | 5–1   | فاينورد              |
| --------------------------------------------------------------------------------------------------- | ----- | -------------------- |
| أليساندرو دل بييرو 3'، 11' (ض.ج) · فيليبو إنزاغي 34' · زين الدين زيدان 67' · أليساندرو برينديلي 81' | تقرير | فان غاستيل 58' (ض.ج) |

| نادي كوشيتسه | 0–3   | مانشستر يونايتد                                  |
| ------------ | ----- | ------------------------------------------------ |
|              | تقرير | دينيس إيروين 30' · هنينغ بيرغ 61' · أندي كول 88' |

| مانشستر يونايتد                                   | 3–2   | يوفنتوس                                     |
| ------------------------------------------------- | ----- | ------------------------------------------- |
| تيدي شيرنغهام 37' · بول سكولز 69' · ريان غيغز 89' | تقرير | أليساندرو دل بييرو 1' · زين الدين زيدان 90' |

| فاينورد                               | 2–0   | نادي كوشيتسه |
| ------------------------------------- | ----- | ------------ |
| فان غاستيل 25' (ض.ج) · خوليو كروز 34' | تقرير |              |

| نادي كوشيتسه | 0–1   | يوفنتوس                |
| ------------ | ----- | ---------------------- |
|              | تقرير | أليساندرو دل بييرو 34' |

| مانشستر يونايتد                        | 2–1   | فاينورد      |
| -------------------------------------- | ----- | ------------ |
| بول سكولز 32' · دينيس إيروين 72' (ض.ج) | تقرير | هينك فوس 82' |

| يوفنتوس                                                          | 3–2   | نادي كوشيتسه                                           |
| ---------------------------------------------------------------- | ----- | ------------------------------------------------------ |
| أليساندرو دل بييرو 42' · نيكولا أموروزو 59' · دانييل فونسيسا 60' | تقرير | روسلان ليوبارسكي 66' · تشيرو فيرارا 70' (هدف في مرماه) |

| فاينورد          | 1–3   | مانشستر يونايتد        |
| ---------------- | ----- | ---------------------- |
| آيغور كورنيف 86' | تقرير | أندي كول 30'، 43'، 73' |

| فاينورد             | 2–0   | يوفنتوس |
| ------------------- | ----- | ------- |
| خوليو كروز 68'، 87' | تقرير |         |

| مانشستر يونايتد                                              | 3–0   | نادي كوشيتسه |
| ------------------------------------------------------------ | ----- | ------------ |
| أندي كول 40' · فاكتور 84' (هدف في مرماه) · تيدي شيرنغهام 90' | تقرير |              |

| يوفنتوس           | 1–0   | مانشستر يونايتد |
| ----------------- | ----- | --------------- |
| فيليبو إنزاغي 84' | تقرير |                 |

| نادي كوشيتسه | 0–1   | فاينورد                    |
| ------------ | ----- | -------------------------- |
|              | تقرير | جيوفاني فان برونكهورست 81' |

### المجموعة C
| الفريق           | لعب | فاز | تعادل | خسارة | له | عليه | ف.أ | النقاط |
| ---------------- | --- | --- | ----- | ----- | -- | ---- | --- | ------ |
| نادي دينامو كييف | 6   | 3   | 2     | 1     | 13 | 6    | +7  | 11     |
| نادي آيندهوفن    | 6   | 2   | 3     | 1     | 9  | 8    | +1  | 9      |
| نيوكاسل يونايتد  | 6   | 2   | 1     | 3     | 7  | 8    | −1  | 7      |
| نادي برشلونة     | 6   | 1   | 2     | 3     | 7  | 14   | −7  | 5      |

| نيوكاسل يونايتد                     | 3–2   | نادي برشلونة                    |
| ----------------------------------- | ----- | ------------------------------- |
| فاوستينو اسبريا 22' (ض.ج)، 31'، 49' | تقرير | لويس إنريكي 73' · لويس فيغو 89' |

| نادي آيندهوفن | 1–3   | نادي دينامو كييف                                           |
| ------------- | ----- | ---------------------------------------------------------- |
| فيم يونك 40'  | تقرير | يوري ماكسيموف 33' · سيرجي ريبروف 46' · أندري شيفتشينكو 90' |

| نادي برشلونة         | 2–2   | نادي آيندهوفن                  |
| -------------------- | ----- | ------------------------------ |
| لويس إنريكي 61'، 74' | تقرير | فيليب كوكو 70' · بيتر مولر 86' |

| نادي دينامو كييف                      | 2–2   | نيوكاسل يونايتد                                          |
| ------------------------------------- | ----- | -------------------------------------------------------- |
| سيرجي ريبروف 4' · أندري شيفتشينكو 28' | تقرير | جون بريسفورد 78' · أوليكساندر هولكوفو 85' (هدف في مرماه) |

| نادي آيندهوفن | 1–0   | نيوكاسل يونايتد |
| ------------- | ----- | --------------- |
| فيم يونك 37'  | تقرير |                 |

| نادي دينامو كييف                                           | 3–0   | نادي برشلونة |
| ---------------------------------------------------------- | ----- | ------------ |
| سيرجي ريبروف 6' · يوري ماكسيموف 32' · يوري كاليتفنفسيف 65' | تقرير |              |

| نيوكاسل يونايتد | 0–2   | نادي آيندهوفن                     |
| --------------- | ----- | --------------------------------- |
|                 | تقرير | لوك نيليس 33' · غيلس دي بيلدي 90' |

| نادي برشلونة | 0–4   | نادي دينامو كييف                                      |
| ------------ | ----- | ----------------------------------------------------- |
|              | تقرير | أندري شيفتشينكو 9'، 32'، 44' (ض.ج) · سيرجي ريبروف 79' |

| نادي برشلونة                  | 1–0   | نيوكاسل يونايتد |
| ----------------------------- | ----- | --------------- |
| جيوفاني سيلفا دي أوليفيرا 17' | تقرير |                 |

| نادي دينامو كييف | 1–1   | نادي آيندهوفن     |
| ---------------- | ----- | ----------------- |
| سيرجي ريبروف 19' | تقرير | غيلس دي بيلدي 65' |

| نادي آيندهوفن                                            | 2–2   | نادي برشلونة                                          |
| -------------------------------------------------------- | ----- | ----------------------------------------------------- |
| ابيلاردو فرنانديز 54' (هدف في مرماه) · غيلس دي بيلدي 56' | تقرير | ابيلاردو فرنانديز 32' · جيوفاني سيلفا دي أوليفيرا 66' |

| نيوكاسل يونايتد                 | 2–0   | نادي دينامو كييف |
| ------------------------------- | ----- | ---------------- |
| جون بارنس 10' · ستوارت بيرس 21' | تقرير |                  |

### المجموعة D
| الفريق          | لعب | فاز | تعادل | خسارة | له | عليه | ف.أ | النقاط |
| --------------- | --- | --- | ----- | ----- | -- | ---- | --- | ------ |
| ريال مدريد      | 6   | 4   | 1     | 1     | 15 | 4    | +11 | 13     |
| نادي روزنبورغ   | 6   | 3   | 2     | 1     | 13 | 8    | +5  | 11     |
| نادي أولمبياكوس | 6   | 1   | 2     | 3     | 6  | 14   | −8  | 5      |
| نادي بورتو      | 6   | 1   | 1     | 4     | 3  | 11   | −8  | 4      |

| ريال مدريد                                                                       | 4–1   | نادي روزنبورغ     |
| -------------------------------------------------------------------------------- | ----- | ----------------- |
| كريستيان بانوتشي 7' · زي روبرتو 39' · راؤول غونزاليس 43' · فيرناندو موريانتس 83' | تقرير | ميني جاكوبسين 22' |

| نادي أولمبياكوس        | 1–0   | نادي بورتو |
| ---------------------- | ----- | ---------- |
| ستيلوس جياناكابولوس 6' | تقرير |            |

| نادي بورتو | 0–2   | ريال مدريد                             |
| ---------- | ----- | -------------------------------------- |
|            | تقرير | فرناندو هييرو 14' · راؤول غونزاليس 78' |

| نادي روزنبورغ                                                       | 5–1   | نادي أولمبياكوس     |
| ------------------------------------------------------------------- | ----- | ------------------- |
| هارالد براتباك 13'، 79' · رور ستراند 33'، 43' · سيغورد روشفيلدت 56' | تقرير | بيتر أفوري كواي 69' |

| نادي روزنبورغ                            | 2–0   | نادي بورتو |
| ---------------------------------------- | ----- | ---------- |
| سيغورد روشفيلدت 10' · هارالد براتباك 37' | تقرير |            |

| ريال مدريد                                                                                | 5–1   | نادي أولمبياكوس   |
| ----------------------------------------------------------------------------------------- | ----- | ----------------- |
| دافور شوكر 34' (66)، ض.ج' · فيرناندو موريانتس 44' · فيكتور سانشيز 85' · روبرتو كارلوس 90' | تقرير | نيكوس دابيزاس 18' |

| نادي بورتو     | 1–1   | نادي روزنبورغ  |
| -------------- | ----- | -------------- |
| ماريو جاردل 8' | تقرير | رور ستراند 88' |

| نادي أولمبياكوس | 0–0   | ريال مدريد |
| --------------- | ----- | ---------- |
|                 | تقرير |            |

| نادي روزنبورغ                       | 2–0   | ريال مدريد |
| ----------------------------------- | ----- | ---------- |
| رور ستراند 42' · هارالد براتباك 53' | تقرير |            |

| نادي بورتو           | 2–1   | نادي أولمبياكوس      |
| -------------------- | ----- | -------------------- |
| ماريو جاردل 29'، 52' | تقرير | جريجورس جورجاتوس 25' |

| ريال مدريد                                                       | 4–0   | نادي بورتو |
| ---------------------------------------------------------------- | ----- | ---------- |
| فرناندو هييرو 5' · دافور شوكر 29'، 73' (ض.ج) · روبرتو كارلوس 49' | تقرير |            |

| نادي أولمبياكوس                                | 2–2   | نادي روزنبورغ            |
| ---------------------------------------------- | ----- | ------------------------ |
| ديميترس مافروغينيدس 48' · بيردراغ دوردفيتش 88' | تقرير | سيغورد روشفيلدت 49'، 69' |

### المجموعة E
| الفريق           | لعب | فاز | تعادل | خسارة | له | عليه | ف.أ | النقاط |
| ---------------- | --- | --- | ----- | ----- | -- | ---- | --- | ------ |
| بايرن ميونخ      | 6   | 4   | 0     | 2     | 13 | 6    | +7  | 12     |
| باريس سان جيرمان | 6   | 4   | 0     | 2     | 11 | 10   | +1  | 12     |
| نادي بشكتاش      | 6   | 2   | 0     | 4     | 6  | 9    | −3  | 6      |
| نادي غوتبورغ     | 6   | 2   | 0     | 4     | 4  | 9    | −5  | 6      |

| بايرن ميونخ                      | 2–0   | نادي بشكتاش |
| -------------------------------- | ----- | ----------- |
| توماس هيلمر 3' · ماريو باسلر 70' | تقرير |             |

| باريس سان جيرمان                                                        | 3–0   | نادي غوتبورغ |
| ----------------------------------------------------------------------- | ----- | ------------ |
| برونو نغوتي 27' · تيدي لوسيتش 51' (هدف في مرماه) · راي (لاعب) 82' (ض.ج) | تقرير |              |

| نادي غوتبورغ    | 1–3   | بايرن ميونخ                                           |
| --------------- | ----- | ----------------------------------------------------- |
| تيدي لوسيتش 86' | تقرير | كارستن جانكر 2' · ديتمار هامان 34' · جيوفاني إلبر 89' |

| نادي بشكتاش                         | 3–1   | باريس سان جيرمان |
| ----------------------------------- | ----- | ---------------- |
| ديروغلو 5'، 42' · أرطغرل ساغلام 83' | تقرير | ماركو سيموني 66' |

| نادي بشكتاش  | 1–0   | نادي غوتبورغ |
| ------------ | ----- | ------------ |
| ديريلوغلو 6' | تقرير |              |

| بايرن ميونخ                                                    | 5–1   | باريس سان جيرمان |
| -------------------------------------------------------------- | ----- | ---------------- |
| جيوفاني إلبر 4'، 73' · كارستن جانكر 21'، 47' · توماس هيلمر 51' | تقرير | ماركو سيموني 48' |

| نادي غوتبورغ                                  | 2–1   | نادي بشكتاش   |
| --------------------------------------------- | ----- | ------------- |
| ستيفان بيترسون 18' (ض.ج) · روبيرت أندرسون 22' | تقرير | ديريلوغلو 45' |

| باريس سان جيرمان                                     | 3–1   | بايرن ميونخ     |
| ---------------------------------------------------- | ----- | --------------- |
| فرانك غافا 17' · فلوريان موريس 73' · جيروم ليروي 75' | تقرير | ماركوس بابل 28' |

| نادي بشكتاش | 0–2   | بايرن ميونخ                       |
| ----------- | ----- | --------------------------------- |
|             | تقرير | كارستن جانكر 5' · توماس هيلمر 31' |

| نادي غوتبورغ | 0–1   | باريس سان جيرمان   |
| ------------ | ----- | ------------------ |
|              | تقرير | رابيساندراتانا 88' |

| بايرن ميونخ | 0–1   | نادي غوتبورغ                   |
| ----------- | ----- | ------------------------------ |
|             | تقرير | ماركوس بابل 50' (هدف في مرماه) |

| باريس سان جيرمان                  | 2–1   | نادي بشكتاش        |
| --------------------------------- | ----- | ------------------ |
| فرانك غافا 23' · ماركو سيموني 58' | تقرير | ميهميت أوزدليك 37' |

### المجموع F
| الفريق           | لعب | فاز | تعادل | خسارة | له | عليه | ف.أ | النقاط |
| ---------------- | --- | --- | ----- | ----- | -- | ---- | --- | ------ |
| نادي موناكو      | 6   | 4   | 1     | 1     | 15 | 8    | +7  | 13     |
| باير 04 ليفركوزن | 6   | 4   | 1     | 1     | 11 | 7    | +4  | 13     |
| سبورتينغ لشبونة  | 6   | 2   | 1     | 3     | 9  | 11   | −2  | 7      |
| ليرس             | 6   | 0   | 1     | 5     | 3  | 12   | −9  | 1      |

| سبورتينغ لشبونة                                          | 3–0   | نادي موناكو |
| -------------------------------------------------------- | ----- | ----------- |
| أوكيانو دا كروز 4' · مصطفى حاجي 8' · ليوناردو ماكادو 65' | تقرير |             |

| باير 04 ليفركوزن         | 1–0   | ليرس |
| ------------------------ | ----- | ---- |
| ستيفان بينليتش 40' (ض.ج) | تقرير |      |

| ليرس              | 1–1   | سبورتينغ لشبونة     |
| ----------------- | ----- | ------------------- |
| بيتير هيوسترا 88' | تقرير | ليوناردو ماكادو 86' |

| نادي موناكو                                   | 4–0   | باير 04 ليفركوزن |
| --------------------------------------------- | ----- | ---------------- |
| تييري هنري 30'، 83' · فيكتور إيكبيبا 72'، 90' | تقرير |                  |

| نادي موناكو                                                                    | 5–1   | ليرس              |
| ------------------------------------------------------------------------------ | ----- | ----------------- |
| تييري هنري 33' · جون كولينز 51' · فيكتور إيكبيبا 66' · ديفيد تريزيغيه 88'، 89' | تقرير | إيريك فان مير 61' |

| سبورتينغ لشبونة | 0–2   | باير 04 ليفركوزن                 |
| --------------- | ----- | -------------------------------- |
|                 | تقرير | ستيفان بينليتش 70' · إيمرسون 82' |

| ليرس | 0–1   | نادي موناكو        |
| ---- | ----- | ------------------ |
|      | تقرير | فيكتور إيكبيبا 74' |

| باير 04 ليفركوزن                                      | 4–1   | سبورتينغ لشبونة |
| ----------------------------------------------------- | ----- | --------------- |
| إيمرسون 16'، 73' · باولو رينك 84' · مارتين فريديك 90' | تقرير | مصطفى حاجي 44'  |

| نادي موناكو                              | 3–2   | سبورتينغ لشبونة                            |
| ---------------------------------------- | ----- | ------------------------------------------ |
| ديفيد تريزيغيه 65' · تييري هنري 75'، 89' | تقرير | لويس ميغيل 31' · أوكيانو دا كروز 37' (ض.ج) |

| ليرس | 0–2   | باير 04 ليفركوزن              |
| ---- | ----- | ----------------------------- |
|      | تقرير | إيمرسون 54' · أولف كيرشتن 66' |

| سبورتينغ لشبونة                      | 2–1   | ليرس         |
| ------------------------------------ | ----- | ------------ |
| سيزار رامريز 46' · برونو ماريوني 67' | تقرير | هاغدورين 28' |

| باير 04 ليفركوزن                    | 2–2   | نادي موناكو                 |
| ----------------------------------- | ----- | --------------------------- |
| ستيفان بينليتش 29' · إيريك ميجر 57' | تقرير | بيغنول 63' · تييري هنري 81' |

### أصحاب المراكز الثاني
| الفريق           | لعب | فاز | تعادل | خسر | له | عليه | ف.أ | النقاط |
| ---------------- | --- | --- | ----- | --- | -- | ---- | --- | ------ |
| باير 04 ليفركوزن | 6   | 4   | 1     | 1   | 11 | 7    | +4  | 13     |
| يوفنتوس          | 6   | 4   | 0     | 2   | 12 | 8    | +4  | 12     |
| باريس سان جيرمان | 6   | 4   | 0     | 2   | 11 | 10   | +1  | 12     |
| نادي روزنبورغ    | 6   | 3   | 2     | 1   | 13 | 8    | +5  | 11     |
| نادي آيندهوفن    | 6   | 2   | 3     | 1   | 9  | 8    | +1  | 9      |
| نادي بارما       | 6   | 2   | 3     | 1   | 6  | 5    | +1  | 9      |